# Mars Orbiter Mission
A Mars Orbiter Mission (hindi nyelven: Mangalján jelentése: „Mars-szonda”, szanszkritül: मंगलयान) India első Mars-kutató szondája. 2013. november 5-én bocsátották fel Szriharikotából, az indiai űrközpontból. 2014. szeptember 24-én érte el a vörös bolygót.

## Felépítés
Az űrszonda tömege 1350 kilogramm. Lényegében kocka alakú, a Csandrajáan–1-re hasonlító felépítésű műhold. A kocka élhosszúsága 1,5 méter. Fedélzetén 5 műszert helyeztek el, melyekkel az űrszonda a Mars körüli pályáról kutatja a Mars légkörének állapotát. Egyik fontos célja a metán kimutatása a Mars légkörében. A metán vulkáni tevékenység során és élettevékenység közben is keletkezhet.
A magyar űrkutatás szempontjából fontos tény, hogy a földi követőállomás műszerei közül többet magyar cégek szállítottak az Indiai Űrkutatási Hivatal (ISRO) számára.

## Küldetés
A szonda 2013. november 5-én indult a Földről, és 2014. szeptember 24-én keringési pályára állt a Mars körül. A pálya elnyújtott ellipszis, melynek adatai: 421,7 km és 76 993,6 km, a keringési idő 73 óra.

## Tudományos műszerek
A 15 kg tudományos terhet öt műszer teszi ki:
- Lyman-Alpha Photometer (LAP) – fotométer a felső-légköri deutérium és hidrogén relatív gyakoriságának mérésére
- Methane Sensor For Mars (MSM) – a légköri metán mérése és a forrás feltérképezése
- Mars Exospheric Neutral Composition Analyzer (MENCA) – egy négypólusú tömegspektrométer a marsi exoszféra részecskéinek mérésére
- Thermal Infrared Imaging Spectrometer (TIS) – a Mars felszínének hőmérsékletét és hőkibocsátását méri
- Mars Colour Camera (MCC) – látható tartományban működő kamera